# Đồng hồ

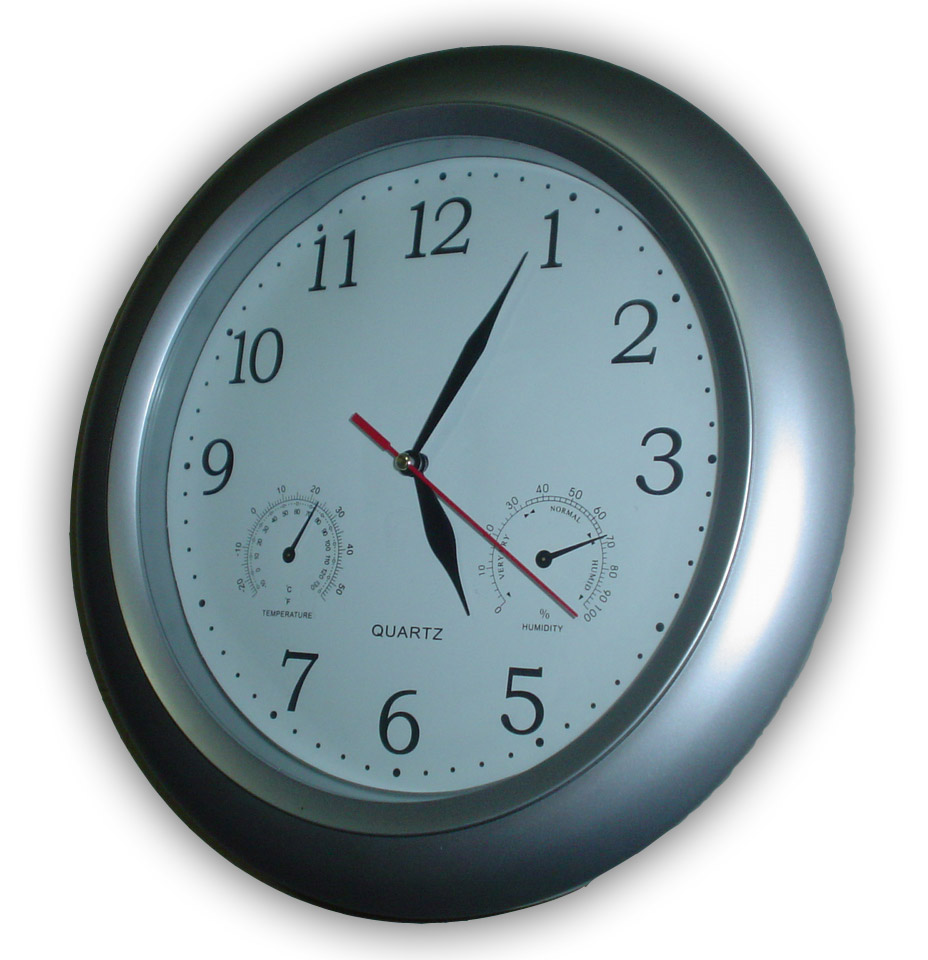
Đồng hồ treo tường

Đồng hồ là một dụng cụ thường dùng để đo khoảng thời gian dưới một ngày; khác với lịch, là một dụng cụ đo thời gian một ngày trở lên. Có những loại đồng hồ tân tiến và cấu trúc phức tạp đạt kỹ thuật đo thời gian rất chính xác. Ngoài những loại đồng hồ lớn đặt ở vị trí cố định, người ta cũng đã tạo ra loại đồng hồ nhỏ dễ dàng mang theo bên mình (gọi là đồng hồ đeo tay), ngoài chức năng cho biết giờ giấc còn là món hàng mỹ thuật có tính thời trang.
Đồng hồ (từ thế kỉ 14 trở đi) thường hiển thị ba đơn vị thời gian: giờ, phút, giây.

## Nguồn gốc lịch sử

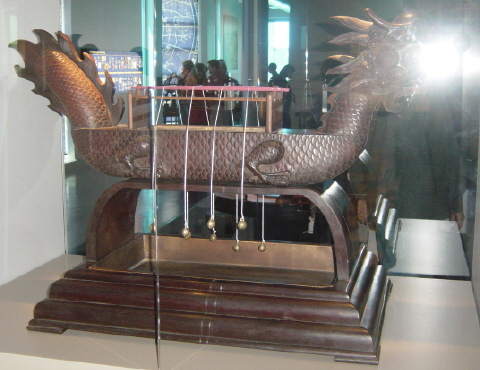
Mô hình đồng hồ đầu tiên của Trung Hoa, sử dụng nhang để báo giờ

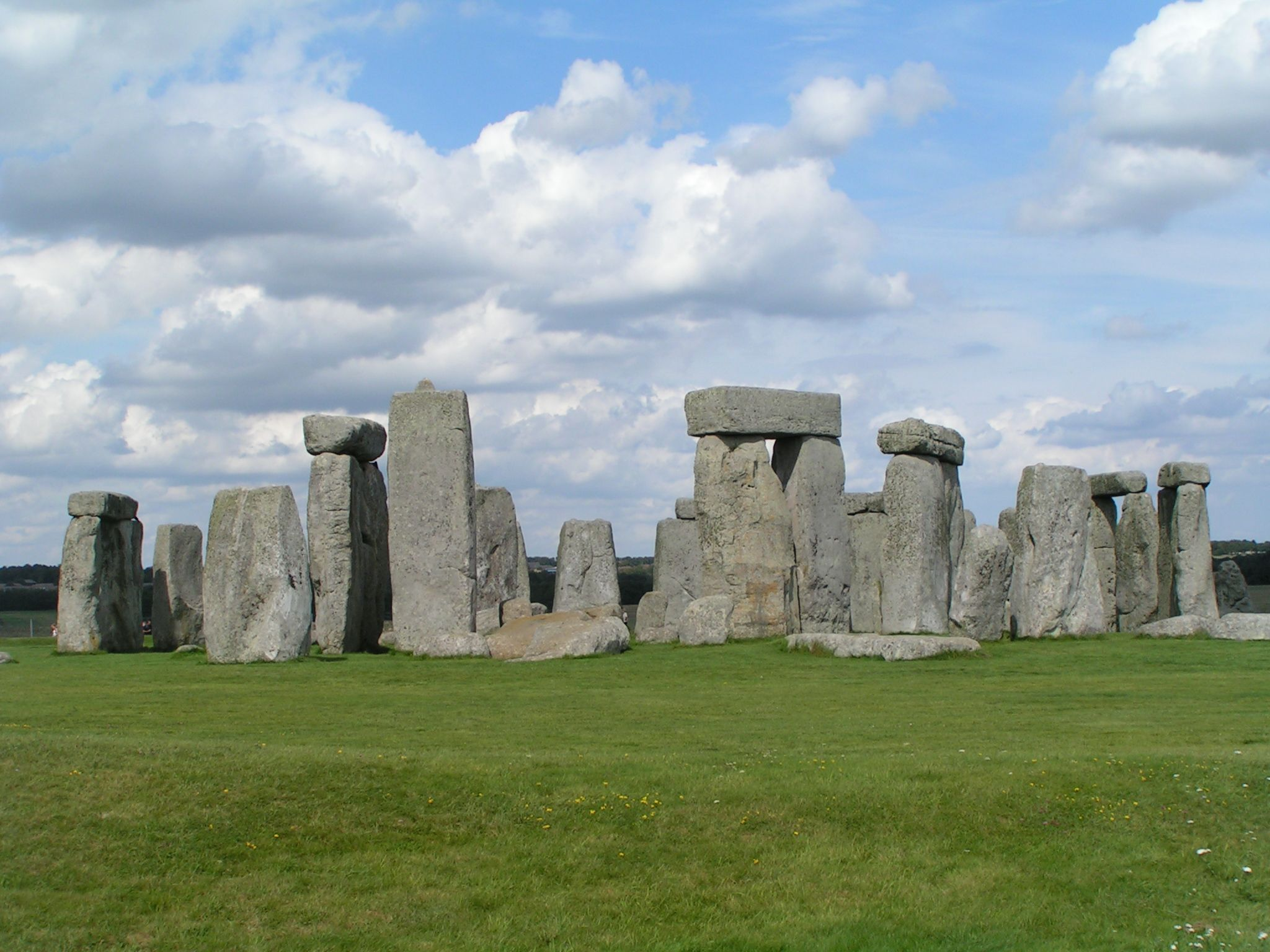
Stonehenge, một trong những đồng hồ mặt trời được biết đến đầu tiên

### Những loại đồng hồ cơ học đầu tiên

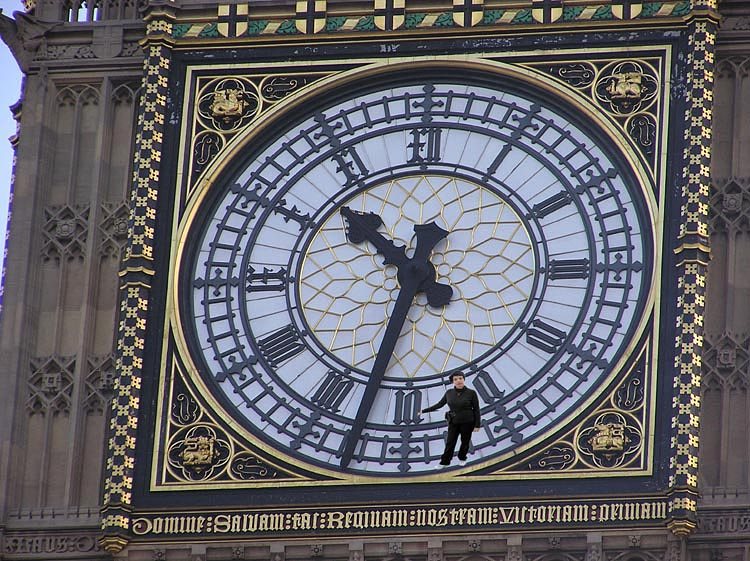
Đồng hồ Big Ben ở thủ đô Luân Đôn, Anh có kim giờ dài 1,63 m trong khi kim phút dài 4,3 m

#### Đồng hồ cơ

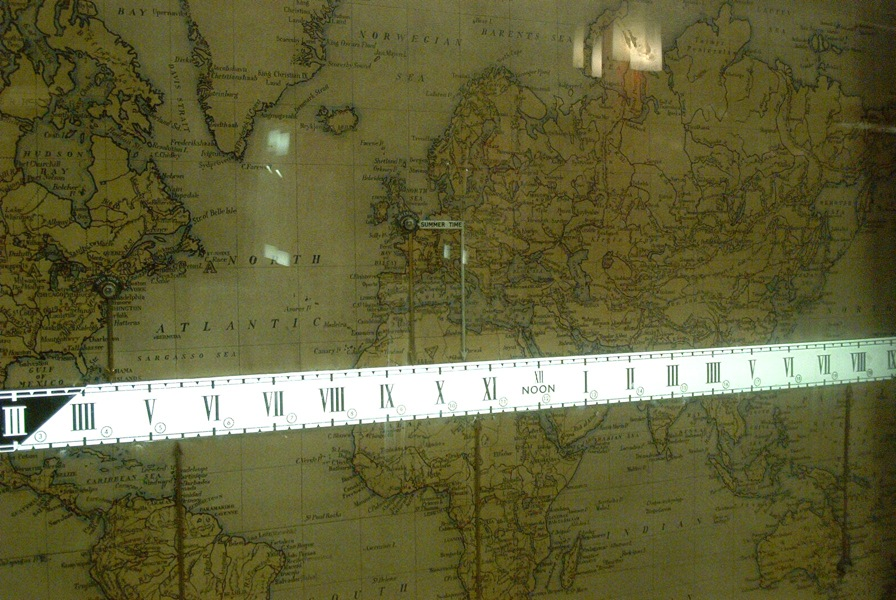

#### Đồng hồ điện tử

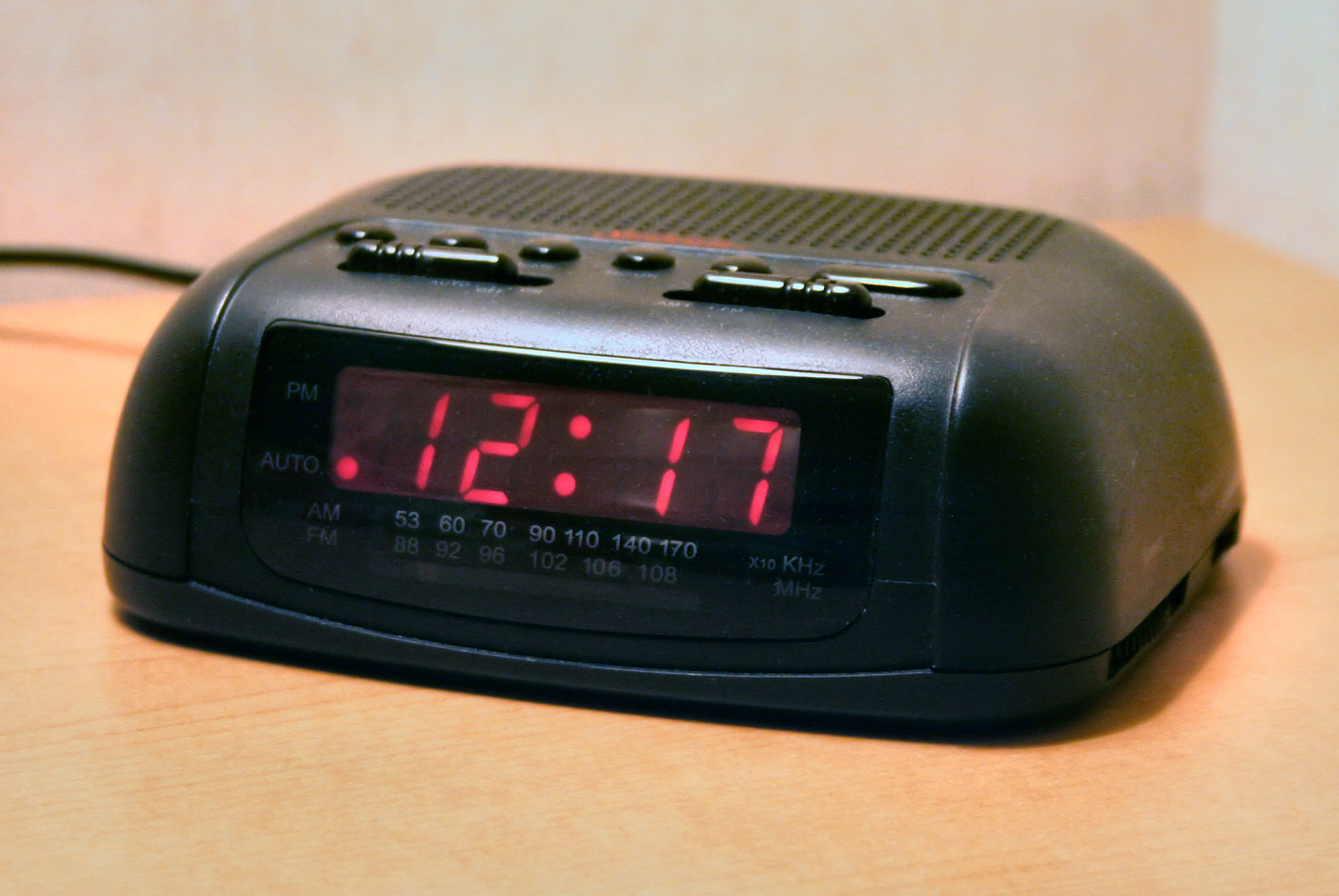
Đồng hồ điện tử

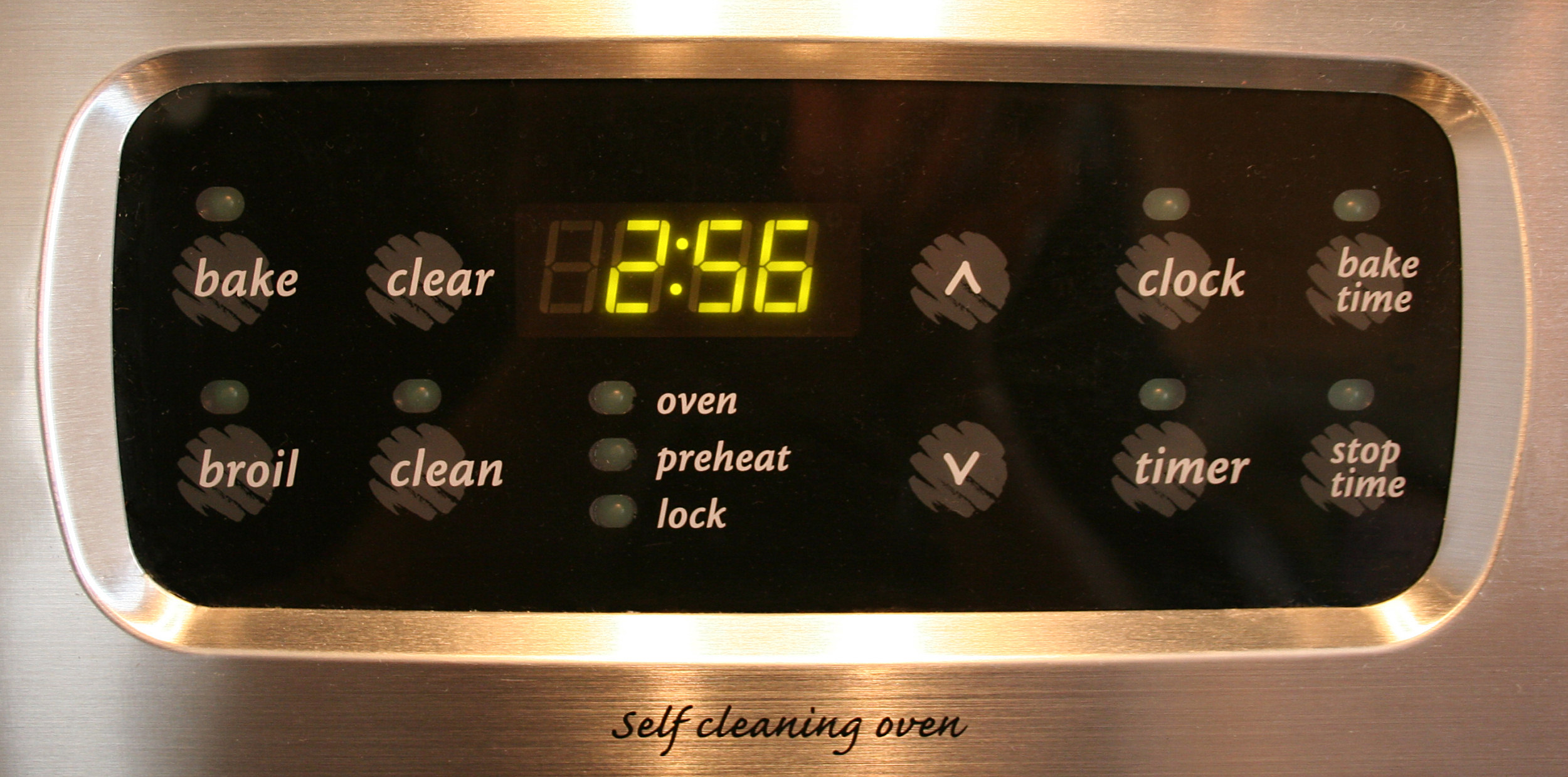
Đồng hồ điện tử trên một lò vi sóng

### Chỗ để

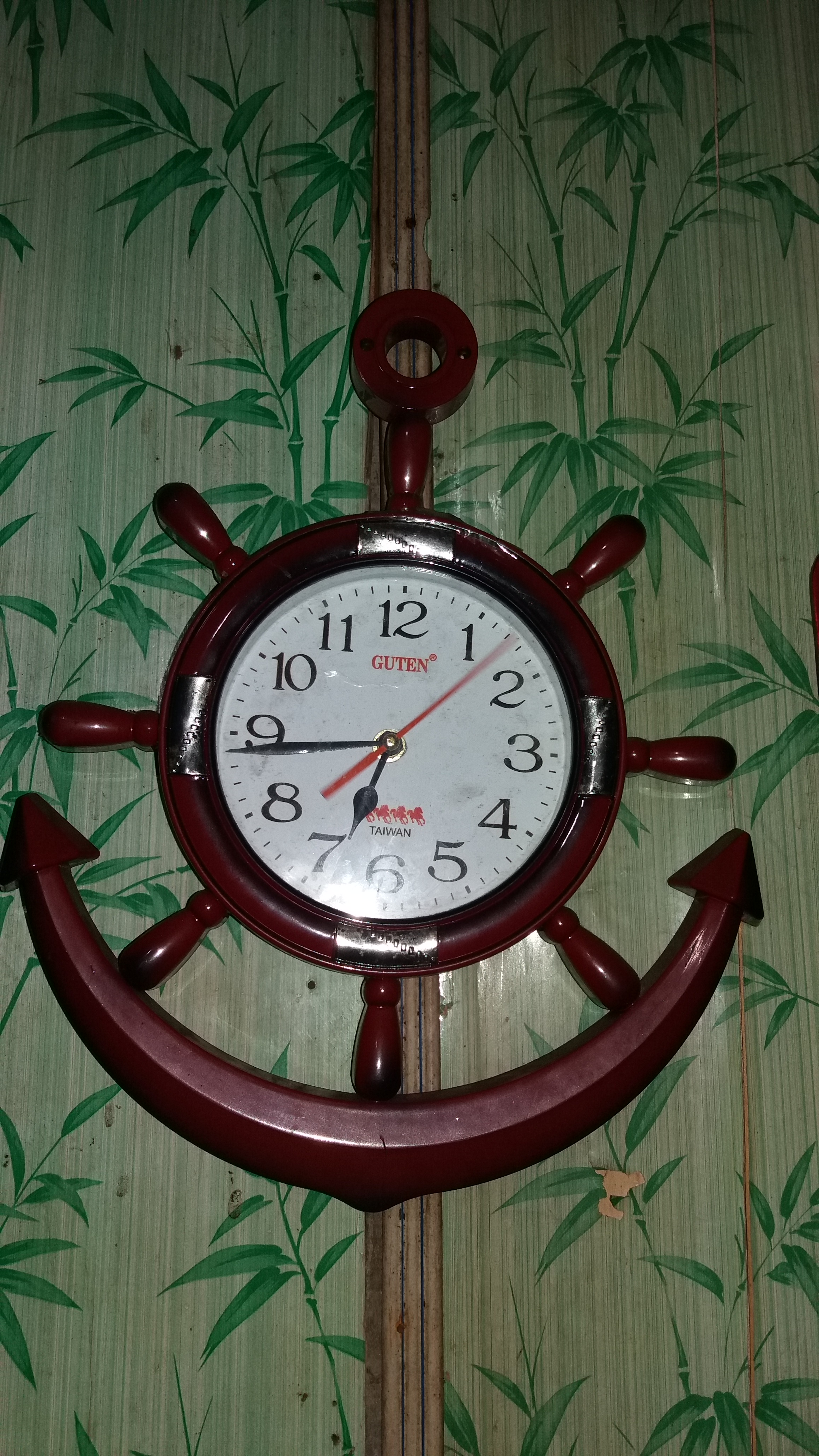
Đồng hồ treo tường

## Những loại đồng hồ

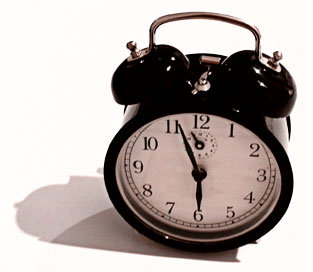
Một đồng hồ báo thức loại nhỏ